# Marian Szczepan Machinek
Marian Szczepan Machinek MSF (ur. 28 grudnia 1960 r. w Mikołowie) – polski duchowny katolicki, misjonarz Świętej Rodziny, teolog, profesor nauk teologicznych.

## Życiorys
W 1985 uzyskał dyplom magistra teologii na Papieskim Wydziale Teologicznym w Poznaniu, w 1986 ukończył Wyższe Seminarium Duchowne Misjonarzy Świętej Rodziny w Kazimierzu Biskupim (dawne woj. konińskie). Studia doktoranckie na Wydziale Teologii Katolickiej Uniwersytetu Wiedeńskiego odbył w latach 1990-1992, które kontynuował na Uniwersytecie Augsburskim. Doktorat z teologii, w specjalności teologia moralna uzyskał w 1995. Stopień doktora habilitowanego teologii (specjalność teologia moralna) otrzymał w Universität Augsburg w 1998. W 2000 objął stanowisko profesora nadzwyczajnego UWM w Olsztynie.
Do 1999 kontynuował studia teologiczne i pracował w charakterze proboszcza w Lützelburg bei Augsburg. W 1999 został kierownikiem Zakładu Teologii Moralnej i Duchowości na Wydziale Teologii Uniwersytetu Warmińsko-Mazurskiego w Olsztynie.
Członek Sekcji Teologów Moralistów, Internationale Gesellschaft für Moraltheologie und Sozialethik, grupy dyskusyjnej „Genetyka i Moralność”, członek redakcji (od 1999) i redaktor naczelny (od 2002) „Forum Teologicznego”.
W kadencji 2011-2015 był członkiem Komitetu Nauk Teologicznych Polskiej Akademii Nauk

## Tematyka badań
Nauki teologiczne, teologia moralna
- bioetyka u początku i u kresu ludzkiego życia.
- antropologia teologiczno-moralna
- Zagadnienie mocy zobowiązującej biblijnych norm i wartościowań moralnych.
- Zagadnienia etyczne małżeństwa i rodziny.

## Publikacje
- “Biblical anthropocentrism? About (over) using the biblical arguments in the contemporary bioethical discussion” Gemellological Review, 4, 2003

## Książki
- Życie w dyspozycji człowieka. Teologia moralna wobec problemów etycznych u początku ludzkiego życia, Olsztyn 2000 (II wydanie, zmienione, Olsztyn 2004);
- Śmierć w dyspozycji człowieka. Teologia moralna wobec problemów etycznych u początku ludzkiego życia, Olsztyn 2002 (II wydanie, uzupełnione, Olsztyn 2004);
- Ósmy dzień stworzenia? Etyka wobec możliwości inżynierii genetycznej. Praca zbiorowa pod red. M. Machinka, Olsztyn 2001.;
- Agresja i przemoc w świetle nauk przyrodniczych i humanistycznych. Praca zbiorowa pod red. M. Machinka, Olsztyn 2002;
- Śmierć i wiara w życie wieczne w świetle nauk przyrodniczych i humanistycznych. Praca zbiorowa pod red. M. Machinka, Olsztyn 2003.
- Spór o status ludzkiego embrionu, Olsztyn 2007

## Tytuły, nagrody i odznaczenia
- nagrody rektora (kilka)
- tytuł profesora nauk teologicznych[1])